# Олга Бондаренко
Олга Петровна Бондаренко (рус. Ольга Петровна Бондаренко; Славгород, 2. јун 1960) бивша је совјетска атлетичарка, специјалиста за трчање на дугим стазама, вишеструка победница СССР, света и Европе, Заслужни мајстор спорта СССР (1986).
Дипломирала је на Волгоградском државном институту за физичку културу. Такмичила се за екипу Оружаних снага Волгограда. Тренирала је под вођством свог супруга.
Дана 24. јуна 1984. на такмичењу у Кијеву, поставила је нови светски рекорд на 10.000 м за жене 31:13,78.

## Значајнији резултати
| Година                        | Такмичење                      | Место                                    | Пласман                       | Дисциплина                    | Резултат (м)                  | Белешка |
| Представаљала Совјетски Савез | Представаљала Совјетски Савез  | Представаљала Совјетски Савез            | Представаљала Совјетски Савез | Представаљала Совјетски Савез | Представаљала Совјетски Савез |         |
| ----------------------------- | ------------------------------ | ---------------------------------------- | ----------------------------- | ----------------------------- | ----------------------------- | ------- |
| 1985.                         | Светско првенство у кросу      | Лисабон, Португалија                     | 7.                            | 5 км                          |                               |         |
| 1985                          | Светски куп                    | Канбера, Аустралија                      |                               | 10.000 м                      | 32:07,70                      |         |
| 1986.                         | Европско првенство             | Штутгарт, Западна Немачка                |                               | 3.000 м                       | 8:33,99                       |         |
| 1986.                         | Европско првенство             | Штутгарт, Западна Немачка                |                               | 10.000 м                      | 30:57,21                      |         |
| 1987.                         | 1. Светско првенство у дворани | Индијанаполис, Сједињене Америчке Државе |                               | 3.000 м                       | 8:47,08                       |         |
| 1987.                         | Светско првенство у кросу      | Варшава, Пољска                          | 13.                           | 5 км                          |                               |         |
| 1987.                         | Светско првенство              | Рим, Италија                             | Није завршила трку            | 3.000 м                       | 8:48,11 (КВ) група            | ,       |
| 1987.                         | Светско првенство              | Рим, Италија                             | 4.                            | 10.000 м                      | 31:18.38                      |         |
| 1988.                         | Светско првенство у кросу      | Окланд, Нови Зеланд                      | 20.                           | 6 км                          |                               |         |
| 1988.                         | Олимпијске игре                | Сеул, Јужна Кореја                       |                               | 10.000 м                      | 31:05.21 ОР                   |         |
| Представаљала Уједињени тим   |                                |                                          |                               |                               |                               |         |
| 1992.                         | Олимпијске игре                | Барселона, Шпанија                       | кв.                           | 10,000 м                      | Није завршила трку            |         |

## Лични рекорди
- 3.000 м: 9:01,91 мин, 28. август 1986, Штутгарт
  - Дворана:8:42,3 мин, 25. јануар 1986, Волгоград
- 5.000 м: 14:55,76 мин, 9. септембар 1985, Подолск
- 10.000 м: 30:57,21 мин, 30. август 1986, Штутгарт